# Peter Pospisil
Peter Pospisil (* 28. Oktober 1966) ist ein ehemaliger österreichischer Fußballspieler.

## Karriere
Pospisil begann seine Karriere beim First Vienna FC. Im November 1982 debütierte er im Alter von 15 Jahren, elf Monaten und drei Tagen für die Profis der Vienna in der 1. Division, als er am siebten Spieltag der Saison 1982/83 gegen den FC Admira/Wacker in der Startelf stand. Durch jenen Einsatz wurde er zum jüngsten Spieler in der Geschichte der 1974 eingeführten Bundesliga, dieser Rekord hatte rund 25 Jahre bestand, ehe er im Mai 2007 von Marco Hesina gebrochen wurde.
Für die Vienna kam er zu fünf Einsätzen, ehe er im Jänner 1983 zum Ligakonkurrenten FK Austria Wien wechselte. Für die Austria kam er allerdings nicht zum Einsatz. Zur Saison 1986/87 kehrte er wieder zur Vienna zurück. Zur Saison 1988/89 schloss Pospisil sich dem Zweitligisten SV Stockerau an, mit dem er 1991 den ÖFB-Cup gewann. Zur Saison 1992/93 wechselte er ein zweites Mal nach Favoriten zur Austria, diesmal kam er zu elf Bundesligaeinsätzen für die Veilchen und wurde zudem Meister. Nach einer Saison kehrte er wieder nach Stockerau zurück, für die Niederösterreicher absolvierte er 29 Spiele in der 2. Division, in denen er zwölf Tore erzielte. Zur Saison 1994/95 folgte sein drittes Engagement bei der inzwischen zweitklassigen Vienna. In drei Jahren kam er zu 83 Zweitligaeinsätzen, in denen er 31 Tore machte.
Zur Saison 1997/98 wechselte er zum Regionalligisten Floridsdorfer AC. Zwischen 1998 und 2000 spielte er für den SV Leobendorf, von 2000 bis 2003 für den FC Mistelbach. In weiterer Folge war er noch für den SV Sieghartskirchen, den SK Pama, den BSV Enzesfeld-Hirtenberg, den FK Hainburg, WAF Vorwärts Brigittenau und den SC Höflein aktiv, ehe er seine Karriere in der Winterpause der Saison 2008/09 beendete.